# Rue du Lait Battu
La rue du Lait Battu (en néerlandais : Karnemelkbeekstraat) est une côte de Wallonie picarde et de Flandre. Cette rue a la particularité de faire office de limite entre la Région wallonne et la Région flamande sur toute sa longueur.
La partie gauche de la côte (côté occidental) est située à Russeignies, section de la commune wallonne du Mont-de-l'Enclus (province de Hainaut) alors que la partie droite de la côte (côté oriental) se situe en région flamande sur la commune de Renaix (province de Flandre-Orientale).
La côte a une longueur de 1 530 mètres pour un dénivelé de 71 mètres, son pourcentage moyen est de 4,9 % avec un maximum a 18 %. Le pied de la côte se situe au carrefour avec la chaussée de Renaix et le sommet au carrefour avec (la rue) Eisdale. La route est entièrement asphaltée. La côte se monte vers le nord sur une route étroite ne comportant guère de courbes et sa partie supérieure la plus pentue traverse un espace boisé de la Helling (colline) van Kraai.
La rue du Lait Battu est régulièrement empruntée par les courses cyclistes flamandes, comme l'E3 Saxo Bank Classic où, depuis 2014, elle est l'avant-dernière difficulté de cette classique après le Vieux Quaremont et avant le Tiegemberg. 